# インディアン移住法

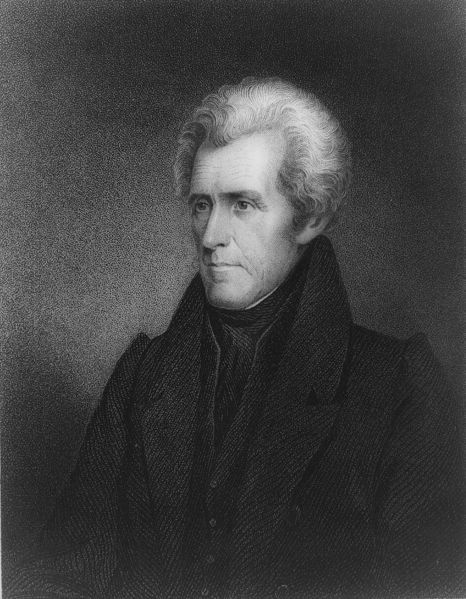
アンドリュー・ジャクソン大統領は彼の1829年の一般教書演説でインディアン移住法を求めた

インディアン移住法（インディアンいじゅうほう、英語: Indian Removal Act）は、インディアン移住として知られるアメリカ合衆国政府の政策の一環として、1830年5月28日にアンドリュー・ジャクソン合衆国大統領によって調印された。

## 概要
移住法は、「文明化五部族」が居住する土地への入植を切望していた南部で強く支持された。特に、当時最大の面積のジョージア州は、チェロキー自治領との司法での論争を繰り返していた。ジャクソン大統領は、移住がジョージアの危機を解決することを望んだ。理論上インディアン移住は自発的に行われるべきであったが、実際には強い圧力が移住条約に調印したインディアンのリーダーたちにかかっていた。ほとんどの観察者は、彼らがインディアン移住の方針を支持していたか否かに関係なく、法の可決は州からのほとんどのインディアンの必然的な移住を意味したと理解できた。それ以前に移住に抵抗していた一部のインディアンのリーダーたちは、特に1832年のジャクソン大統領の地滑り的な再選の後に、彼らの立場を再考し始めた。
多くの反対があったにせよ、ほとんどの白人アメリカ人は、インディアン移住法の可決を支持した。エレミヤ・エヴァーツ(w:Jeremiah Evarts)に代表される多くのクリスチャンの宣教師は、法の可決に反対する運動を行った。ニュージャージー州選出の上院議員のセオドア・フリーリングハイゼンと、テネシー州選出の下院議員のデイヴィッド・クロケットは、この法に反対を表明した。移住法は、痛烈な討論の後に議会で通過された。
移住法の条項の下で批准されたさまざまな条約が、数万人のインディアンを気の進まない、しばしば強制的な西部への移住に導いた。移住法の後に調印された最初の移住条約は、1830年9月27日のダンシング・ラビット・クリーク条約(w:Treaty of Dancing Rabbit Creek)で、ミシシッピ州のチョクトー族が西部の土地と補償金と引き換えに川の東側の土地を割譲した。1835年に調印されたニュー・エコタ条約(w:Treaty of New Echota)は、涙の道として知られるチェロキー族の大移動をもたらした。インディアンは西部への移住により多くの犠牲者を出し、彼らのいなくなった南部の広大な土地は綿花地帯となった。